# Texel
Texel (Tessel en frisó, pronunciat 'Tèssel' en neerlandès) és la més gran de les illes frisones i també la més occidental. Està situada entre el Mar de Wadden (a llevant) i el Mar del Nord (a ponent), al sud de l'illa de Vlieland i al nord de la província d'Holanda del Nord, a la qual pertany administrativament. L'estret de Marsdiep la separa de Den Helder, ja a terra ferma.
Tota l'illa forma un sol municipi amb una superfície de 585,96 km² dels quals 416,14 són aigua. L'illa fa uns 20 km de llarg i 8 d'ample. El 2004 tenia 13.735 habitants.

## Texel i Eierland
L'actual illa de Texel consisteix, de fet, en dues illes (antigament separades): Texel al sud i Eierland al nord. El 1630 s'acabà el dic de sorra (Zanddijk) unint les dues illes. El 1835 Nicolas Joseph De Cock formà amb altres una societat anònima amb l'objectiu de convertir les planes mareals entre ambdues en pòlders. Al nou pòlder s'hi fundà un poble, inicialment amb el nom de Nieuwdorp (Poble nou o Vila nova), però que posteriorment fou rebatejat en honor del seu impulsor: De Cocksdorp.

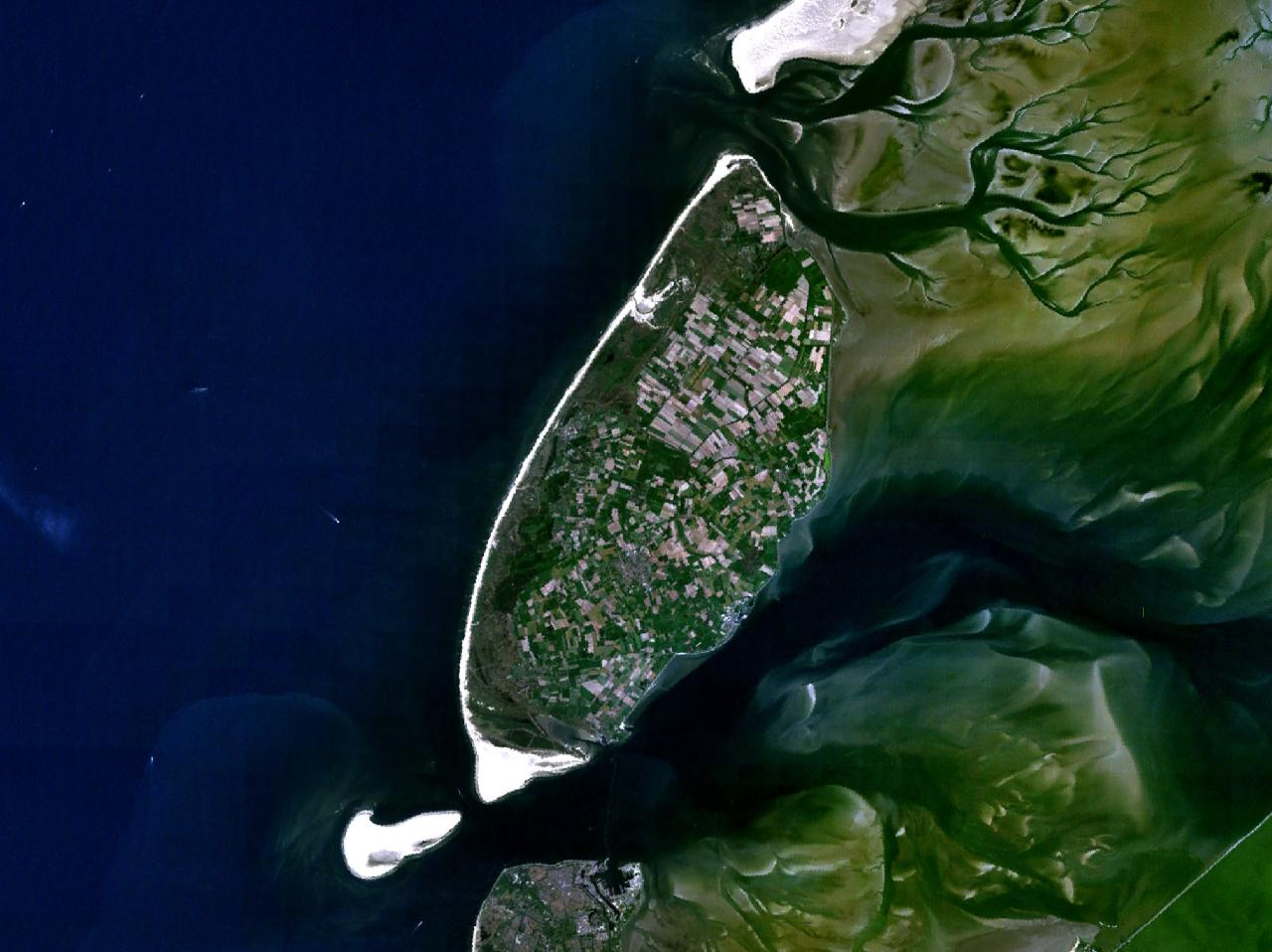
L'illa de Texel vista des de l'espai.

## Ajuntament
| TB              | 4  |
| VVD             | 3  |
| PvdA            | 2  |
| CDA             | 2  |
| GL              | 2  |
| D66             | 1  |
| Fractie Weijers | 1  |
| Total           | 15 |